# 대한민국 제6대 대통령 선거 대중당 후보 선출
대중당의 제6대 대통령 후보 지명은 1967년 3월 9일 대중당 창당대회에서 독립운동가 출신 정치인이자 전직 민의원부의장인 서민호 전 의원이 대통령 후보로 추대된 것을 말한다.

## 배경
1960년대 중반부터 창당을 준비하던 혁신 진영은 통일사회당과 민주사회당으로 분열코 있었다.
그 중에서도 민주사회당은 서민호가 이끄는 보수 계열과 정화암이 이끄는 혁신 계열이 합작해 만들어진 당이었는데, 그런 특성 상 보수계와 혁신계는 당의 주도권을 놓고 충돌을 거듭하였다.
결국 보수계는 1966년 5월 9일 중앙선거관리위원회에 단독으로 창준위 등록을 마치며 당을 차지하게 되었다.
민주사회당은 1966년 12월 2일 운영회의를 열고 대통령 후보로 서민호 전 의원을 지명할 것을 결정하였으며, 22일 창당대회에서 공식적으로 서민호 전 의원을 당 대표 및 대통령 후보에 추대하였다. 이 날 민사당은 또한 혁신계 인사들 즉시 석방, 정정법 해제, 반공법 개정, 중정 해체, 재벌 재산 몰수, 한일협정 재조정, 주월군 철수, 남북 교류 추진 등을 촉구하는 결의문을 채택하였다.
서민호 전 의원은 당초 후보 수락을 보류하였으나, 군소 정당 대통합이 추진 중에 있던 2월 6일, 통합 신당에 의해 재지명될 시 출마를 수락하겠다고 선언하였다. 서민호 전 의원은 또한 보수와 혁신의 협력을 위해 신한당과 민중당에서 추진 중에 있던 보수 야권의 통합 신당과 후보 단일화를 추진하겠다고 밝혔다.

## 대중당 창당
이후 민주사회당, 동학, 정민회 및 재야 혁신계 인사들은 1967년 3월 9일 통합 전당대회를 개최하고 대중당을 창당, 서민호 민사당 대선 후보를 대중당의 대선 후보로 추대하였다.
서민호 후보는 수락 연설에서 "자본주의의 모순을 시정하는 길은 민주사회주의 이념을 구현하는데 있다"고 말했다.
이후 서민호 후보는 진정한 정당 정치를 위해서는 보수-혁신 양당제 확립이 필수적이라고 주장하고, "과거 전위적인 보수 정객이었던 내가 혁신 정당의 육성을 위해 밑거름이 되는 것은 역사의 요청"에 따른 것라며 지지를 호소하였다.
그러나 서민호 후보는 4월 28일 성명을 발표하고 야권 단일화를 위해 후보직을 사퇴하였다.

## 같이 보기
- 대한민국 제6대 대통령 선거